# Cornelia Paczka-Wagner

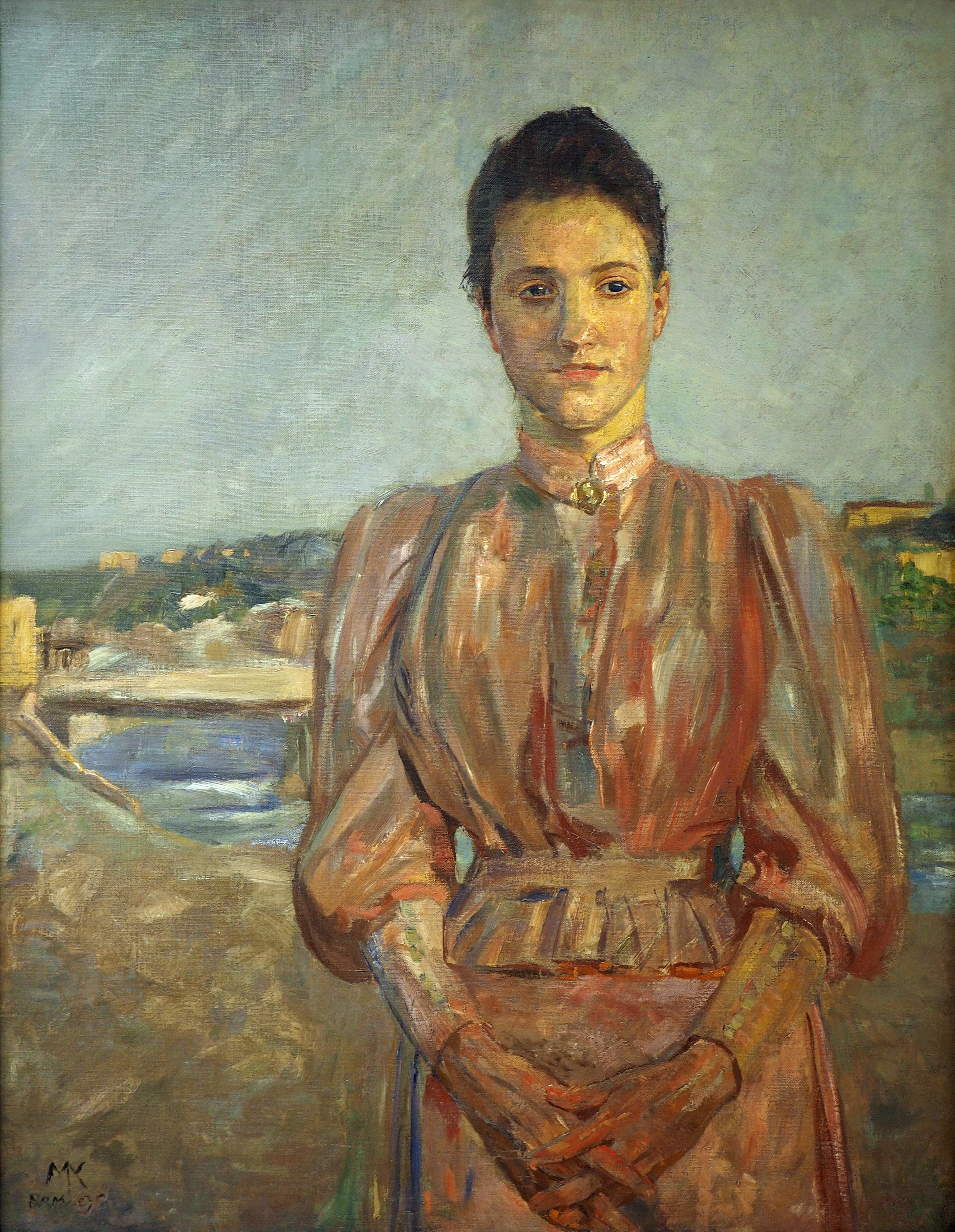
Cornelia Paczka-Wagner (1892)
Porträt von Max Klinger

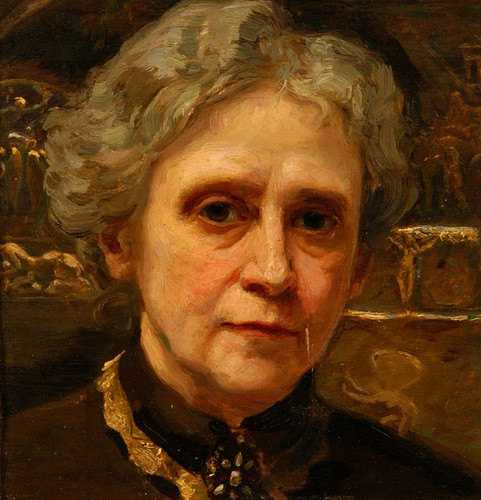
Selbstporträt (1920er Jahre)

Cornelia Paczka-Wagner (* 9. August 1864 in Göttingen; † nach 1930) war eine deutsche Malerin und Grafikerin.

## Leben und Wirken
Cornelia Wagner war die Tochter des Nationalökonomen Adolph Wagner. Ausgebildet wurde sie in Berlin bei Karl Stauffer-Bern, an der Königlichen Akademie der Bildenden Künste in München bei Johann Caspar Herterich und an einer Privatakademie in Paris.
1888 zog sie nach Rom, um sich dort künstlerisch weiterzubilden. Sie heiratete 1890 den ungarischen Maler Franz Paczka (Ferenc Paczka, 1856–1925). Spätestens seit 1891 hatte sie einen engen Kontakt zu Max Klinger und stand ihm oft Modell. 1894 ging sie mit ihrem Ehemann nach Madrid, ab 1895 waren sie in Berlin tätig. Paczka-Wagner war von 1896 bis 1930 Mitglied des Vereins Berliner Künstlerinnen (VdBK).

## Ausstellungen
Gruppenausstellungen
- 1904: Ausstellung im Künstlerhaus Berlin gemeinsam mit ihrem Mann[8]
- 1904: Acht Künstlerinnen und ihre Gäste, Ausstellung der Acht Künstlerinnen, Salon Pisko, Wien[9]
- 1910: Biennale di Venezia, Venedig[10]
- 1926: Große Berliner Kunstausstellung, Berlin, mit dem Werk Großer Frauenbrunnen[3]

## Werke
- Musik der Glücklichen, Grafik, vor 1899[11]
- Mädchentanz, Grafik, vor 1899[11]
- Femme au bouquet, Öl auf Leinwand, 89 × 74 cm, 1906
- Femme brodant, Öl auf Leinwand, 58 × 45 cm, zwischen 1900 und 1939[12]
- Wille zum Werk!, Selbstporträt, Feder/Tinte auf Papier, 29,8 × 43,9 cm, 1916, in der Bibliothek und Kunstsammlung des Verein der Berliner Künstlerinnen 1867[13]
- Juni-Morgen, Öl auf Leinwand, 92 × 76 cm
- Spielende Kinder auf Sommerwiese, Öl auf Holz, 38 × 48 cm, 1932
- Mutter mit zwei Kindern, Öl auf Karton, 75 × 91 cm, 1933